# Whitley (North Yorkshire)
Whitley – wieś w Anglii, w hrabstwie North Yorkshire, w dystrykcie (unitary authority) North Yorkshire. Leży 31 km na południe od miasta York i 252 km na północ od Londynu.